# 夫琓爀
夫 琓爀（プ・ワンヒョク、1919年3月1日 - 1984年12月31日）は、大韓民国の言論人・官僚。本貫は済州夫氏。

## 生涯
京城府に生まれる。1941年、京城帝国大学法科を卒業。朝鮮総督府の官吏となり、慶尚北道善山郡の郡守を務めた。創氏改名による日本式の名は大山丈夫。
アメリカ軍政下では高麗大学校法科教授に任用され、しばらくは学界で活動した。1948年、国務総理李範奭の秘書官となり官界に戻る。1952年には企画処物動局長・韓米合同経済委員会事務局長を務めた。
1955年に官界を去って朝鮮日報論説委員となり、経済専門家出身の言論人として知られた。4・19革命後は朝鮮日報主筆を経て金融通貨委員会委員に選任されてもいる。5・16軍事クーデターの発生により野に下った。
朴正煕政権下（第三共和国）では、張俊河が創刊した思想雑誌『思想界』の寄稿者として文筆生活を送った。1967年には新民党にも入党し、朴正煕に反対する代表的な人物として活動した。張俊河が政界に進出すると、夫琓爀が『思想界』発行人を務め、同誌を経営していたが、1970年に朴正熙政権の腐敗を非難する金芝河の短詩「五賊」を掲載したことにより、『思想界』は廃刊に追い込まれた（五賊筆禍事件）。
1976年には、女婿申善浩が設立した栗山グループの会長を務め、経済人への転身も図ったが、グループの解体によって成功しなかった。
著書に『新帝国主義』、『国際共産党と世界革命』などがある。
日本統治時代の末期に総督府の官吏を務めた経歴のため、2008年に民族問題研究所が公開した親日人名事典に収録予定者名簿のうち官僚部門の名簿に含まれている。